# Ahmed II.
Ahmed II. (25. února 1643 – 6. února 1695) byl sultánem Osmanské říše v letech 1691–1695.
Narodil se v paláci Topkapi jako třetí syn sultána Ibrahima I. a do čela říše nastoupil v roce 1691 po svém zemřelém bratrovi Sulejmanovi II.; jejich nejstarším bratrem a předchůdcem byl Mehmed IV.

## Vláda
Nejznámějším Ahmedovým činem bylo ustanovení Mustafy Köprülü jako velkovezíra. Jenom pár týdnů poté však utrpěli Osmané další porážku v bitvě u Slankamenu, nacházejícího se přibližně na severozápadě dnešního Srbska, od rakouských vojsk vedenými markrabětem Ludvíkem Vilémem Bádenským. V této bitvě padnul i jmenovaný velkovezír.
Během jeho čtyřleté vlády pak neštěstí v říši střídalo neštěstí a nakonec Ahmed zemřel v Edirne sužovaný nemocemi a depresemi. Na trůn po něm nastoupil jeho synovec Mustafa II., syn jeho nejstaršího bratra Mehmeda IV.

## Rodina

### Konkubíny
- Rabia Sultan (? – 14. ledna 1712)

### Synové
Ahmed měl celkem dva syny (dvojčata), které zplodil s Rabiou. Ani jeden se nestal sultánem.
- Şehzade Ibrahim (6. října 1692 – 4. května 1714)
- Şehzade Selim (6. října 1692 – 15. května 1693)

### Dcery
Ahmed měl pouze jednu dceru, která zemřela jako kojenec.
- Asiye Sultan (23. října 1694 – 9. prosince 1695)